# Bednarka (wzgórze)
Bednarka (443 m) – wzniesienie w obrębie wsi Ryczów w województwie śląskim, w powiecie zawierciańskim, w gminie Ogrodzieniec. Znajduje się wśród pól uprawnych po południowo-wschodniej stronie drogi z Ryczowa do Złożeńca, w odległości około 120 m od tej drogi, z tyłu za zabudowaniami oddzielającymi ją od drogi. W opracowaniach turystycznych lokalizowane jest w Paśmie Smoleńsko-Niegowonickim, w podziale fizycznogeograficznym Polski według Jerzego Kondrackiego znajduje się na Wyżynie Ryczowskiej wchodzącej w skład Wyżyny Częstochowskiej.
Bednarka to mało wybitny pagór wśród pól uprawnych. Zaprzestano na nich już uprawy i w 2020 roku Bednarka porośnięta jest drzewami i krzewami.